# Hírügynökség
A hírügynökség hírek gyűjtésére és terjesztésére szakosodott sajtóvállalkozás. A hírügynökségi szolgáltatások előfizetői jellemzően más médiumok, például napilapok, magazinok, rádió- és tévéadók, honlapok. A hírügynökségek állami vagy magántulajdonban vannak. Érdeklődési területük szerint lehetnek általánosak vagy szakosodottak.

## A világhírügynökségek megjelenése

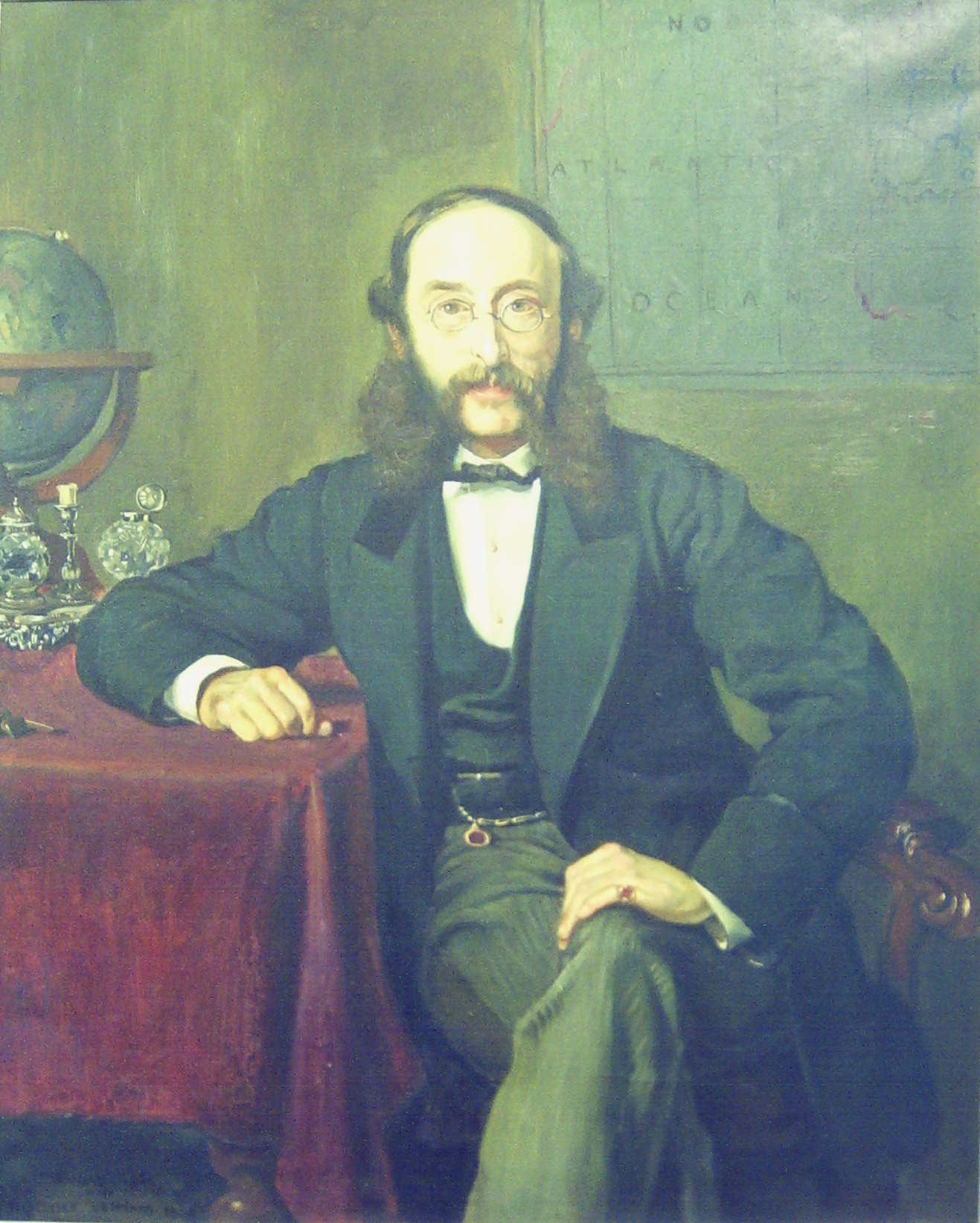
Paul Julius Reuter, a Reuters alapítója

A hírügynökségek megjelenését a 19. század első felében két nagy változás, az angol ipari forradalom és a francia polgári forradalom tette lehetővé. A magántulajdon jogának erősödése, a magánkézben lévő vagyon szédületes gyarapodása, a polgári jogok bővülése nyomán kialakult egy komoly vállalkozói réteg, amelynek befektetései megkívánták a friss, megbízható híreket. Nőtt az olvasni tudók, illetve az ő érdeklődésüket kielégítő sajtótermékek száma is.
A világ első hírügynökségét Charles-Louis Havas alapította Párizsban 1835-ben. Az Agence Havas hamar versenytársakat kapott, 1846-ban New Yorkban megalakult az Associated Press (AP), egy évvel később a Wolff'sches Telegraphische Bureau Berlinben, majd 1851-ben a Reuters ügynökség Londonban. Ezek az ügynökségek elsősorban gazdasági, illetve gazdasági hatású politikai híreket szállítottak előfizetőiknek. A négy nagy céget számos kisebb, elsősorban nemzeti hírügynökség követte. Az évtizedek során a hírügynökségek újabb és újabb területeket (például szabadidő, kultúra, sport stb.) vontak "ellenőrzésük" alá.
A három nagy európai hírügynökség között évtizedeken át harc folyt a különböző országok "megszerzéséért". 1859-ben háromoldalú hírcsereszerződés született közöttük, majd 1870-ben, az AP bevonásával, döntöttek a világ felosztásáról. A négy nagy ügynökség szövetségbe tömörült, amely biztosította, hogy az ismert világot a legjobban lefedjék és költségeiket megosszák. A kartell lehetővé tette, hogy mindegyik ügynökség megőrizze dominanciáját az általa uralt területeken, igazi versenytársak nélkül építhesse ott hírgyűjtő hálózatát, monopolizálja a lehetséges előfizetői kört, és emellett hozzájussanak a másik két iroda által beszerzett és feldolgozott információkhoz.
Az Agence Havasé lett Franciaország és gyarmatbirodalma, Svájc, Olaszország, Spanyolország, Portugália, Közép-Amerika és Dél-Amerika. Egyiptomon a Reuters ügynökséggel osztozott. Ez utóbbi kapta meg Nagy-Britannia és a brit birodalom felügyeletét, illetve Törökországot és a Távol-Keletet. A Wolff felségterülete lett Németország, Ausztria, Hollandia, Skandinávia, Oroszország és a Balkán, míg az AP "felelt" Az Amerikai Egyesült Államokért és Kanadáért.
A kartellszerződést 1890-ben meghosszabbították, de az első világháború komoly átrendeződést hozott, a győztes hatalmakhoz tartozó ügynökségek megerősödtek, a vesztes Wolff gyengült. 1934-ben az Amerikában kibontakozó konkurenciaharc a United Press International (UPI) és az AP között véget vetett az együttműködésnek.
A nagy hírügynökségek hatalma az 1930-as években roppant meg, amikor széles körben elterjedt a rádiózás, és így könnyebbé és olcsóbbá vált a hírterjesztés, és más médiumok is bekapcsolódhattak az információk gyűjtésébe.

## Nemzeti hírügynökségek
A világot behálózó nagy cégek mellett megjelentek a nemzeti hírügynökségek is, olykor állami tulajdonban. Ezek, mivel anyagi erőforrásaik korlátozottak voltak, elsősorban hazai híreket gyűjtöttek, a külföldi történésekről a nagy ügynökségek anyagait vették meg.
Az első nemzeti hírügynökségek között alakult meg 1859-ben a k.k. Telegraphen-Korrespondenz-Bureau, a Császári és Királyi Távirati és Levelező Iroda az Osztrák–Magyar Monarchiában. A Magyar Távirati Iroda 1880-ban alakult meg két parlamenti gyorsíró, Maszák Hugó és Egyesy Géza vállalkozásaként.
A leendő Olaszország területét átfogó hírgyűjtő szervezet, az Agenzia Telegrafica Stefani 1853-ban jött létre. 1862-ben Németországban is működni kezdett a Herold Depeschen Bureau, 1866-ban Dániában a Ritzaus Bureau, 1867-ben Spanyolországban az Agencia Telegrafica Fabra, Norvégiában a Norsk Telegrambyra, Svédországban pedig a Svenska Telegrambyran. Angliában két nemzeti hírügynökség kezdte meg működését, a The Press Association és a The Exchange Telegraph Company, amelyek elsősorban vidéki lapoknak szállítottak híreket.

## Hírtovábbítás
A gyors hírszolgáltatás érdekében az ügynökségek mindig a legkorszerűbb infokommunikációs eszközöket vették igénybe. Ezek a kezdetekben futárok és postagalambok voltak. Az első nagy ugrást a távírókábelek lefektetése jelentette a hírközlésben.
A világon először 1844. október 6-án továbbítottak hírt távírón, amely arról számolt be, hogy Viktória királynőnek megszületett a második fia. Az Amerikai Egyesült Államokat és Nagy-Britanniát összekötő kábelt 1866-ban fektette le az Anglo-American Telegraph Company. 1875-ben már 400 ezer kilométernyi távírókábel hálózta be a földet. Ez az óriási "pókháló" tette lehetővé, hogy a hírek percek alatt eljussanak Európa és Amerika nagyvárosaiba a távoli országokból is.
A hírügynökségek ma jellemzően az internetet, a telefonhálózatot és a műholdakat használják hírtovábbításra.

## A hírügynökségek működése

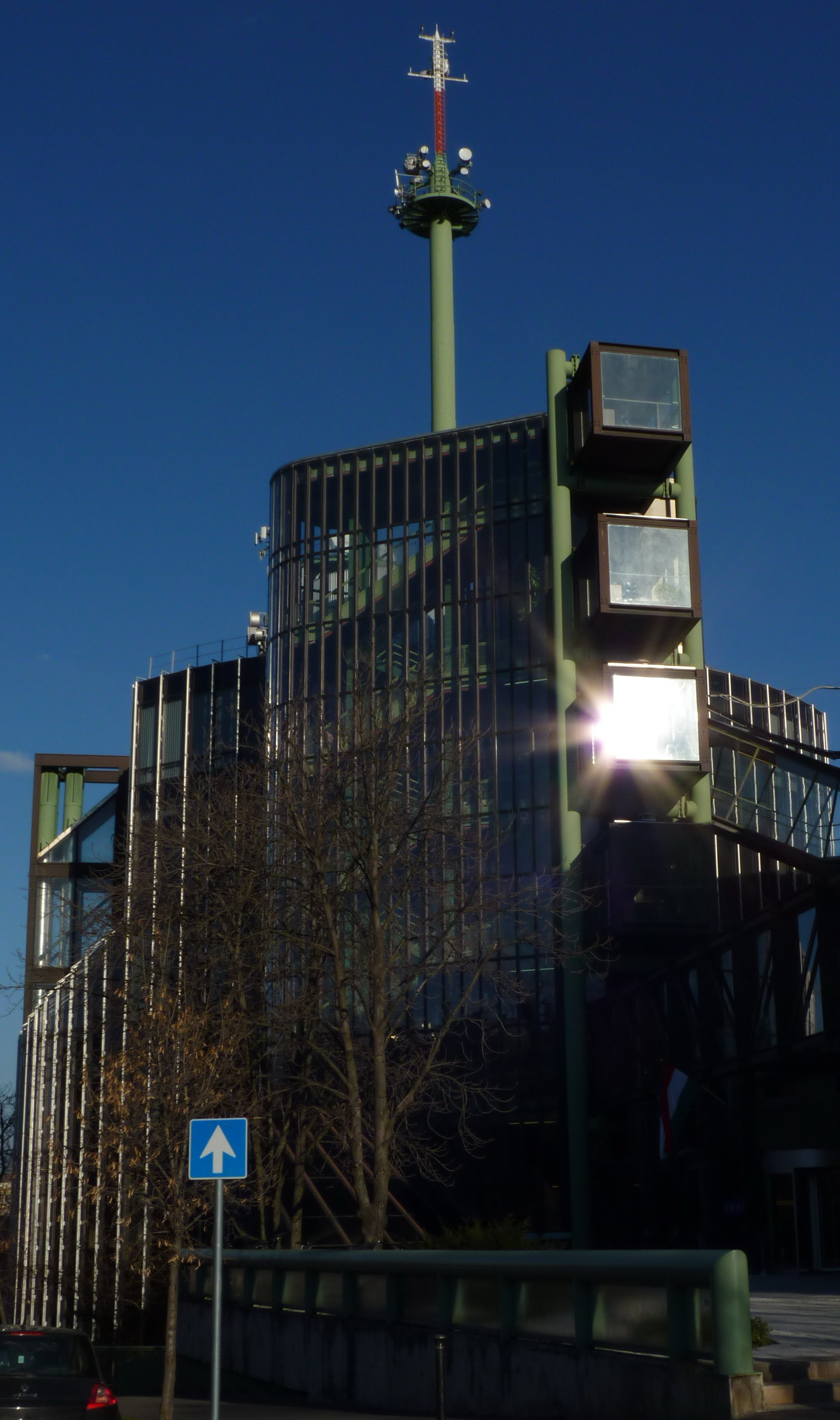
A Magyar Távirati Iroda Naphegy téri épülete

Az általános hírügynökség, például a Magyar Távirati Iroda az élet szinte minden területéről (belpolitika, külpolitika, gazdaság, sport, kultúra stb.) gyűjti a híreket, míg más vállalkozások csak egyes területekre specializálódnak. Utóbbira példa az amerikai Bloomberg L.P., amely gazdasági és pénzügyi információkra szakosodott.
A kezdetekben a hírügynökségek tulajdonosai vállalkozó szellemű emberek voltak, később azonban a szervezetek növekedésének finanszírozására friss tőke kellett, amelyhez újabb vállalkozókat kellett bevonni. A magántulajdonlásnak ma sokféle formája létezik, Ausztria legnagyobb ilyen jellegű vállalkozása, az Austria Presse Agentur (APA) például osztrák újságok és más médiumok tulajdonában van, míg a brüsszeli központú BELGA részvénytársaság.
A hírügynökség tulajdonosa lehet az állam is. Diktatúrában az állami hírügynökség része a politikai hatalomnak, demokráciában az állami tulajdonú hírügynökség közszolgálati feladatot lát el.
A hírügynökség információit újságírók gyűjtik, ők állítják elő a cég termékét, a hírt. Klasszikus esetben a hírügynökség saját, kizárólag a cégnek dolgozó tudósítókat alkalmaz, de szükség esetén igénybe veszi alkalmi bedolgozók, úgynevezett stringerek segítségét is. A kisebb hírügynökségek általában előfizetnek a nagyobb hírügynökségek anyagaira, hogy olyan információkhoz is hozzájussanak, amelyeket a rendelkezésükre álló szűkös források miatt másképp nem tudnak beszerezni.
A hírügynökség azokból az információkból készít hírt, amelyeknek van hírértékük. Ennek meghatározása tisztán szakmai feladat. Ez az elvárás a diktatúrákban nem érvényesül, hiszen az állami hírügynökség a hivatalos politika szószólója.
A 19. századi európai hírügynökség előfizetői a korai időkben általában magánszemélyek (üzletemberek, diplomaták) voltak, a lapok csak később ismerték fel a friss információk jelentőségét. Az Amerikai Egyesült Államokban ez másként volt, hiszen az első ügynökséget a napilapok hozták létre. Az idő múlásával a magánszemélyeket szinte teljes egészében kiszorították az újságok, rádiók és televíziók.
A trend az 1990-es években ismét változott, az előfizetők között újra megjelentek a magánszemélyek, elsősorban a gazdasági szereplők. A Reuters bevételeinek mindössze hét százaléka származott sajtótermékektől az 1990-es évek közepén. Az internet elterjedése különösen nehéz helyzetbe hozta a hírügynökségeket, hiszen híreikhez olyanok is könnyen hozzájutnak, akik nem fizettek értük.

## A hírek jellemzői
Az előfizetők a hírügynökségektől tömör, pontos híreket várnak, amelyek a lehető leggyorsabban megérkeznek hozzájuk. Ennek megfelelően alakult ki a hírügynökségi anyagok (hírek, tudósítások) felépítése.
Az anyagok leaddel kezdődnek, amely összefoglalja a cikkben szereplő legfontosabb információkat. A hírtestben tulajdonképpen ennek a leadnek a kibontása, részletesebb ismertetése történik. A hírügynökségi hírek felépítése egy fordított háromszögre (a sajtónyelvben gyakran piramisnak nevezik) hasonlít. Ahol széles a háromszög talpa, vagyis a hír elején, ott vannak a legfontosabb információk, míg a leglényegtelenebbek a csúcsba (a hír végére) szorulnak.
Ez a szerkesztési mód a hőskorban megkönnyítette a hírek továbbítását is. A távírókábeleken küldött hírek ugyanis gyakran csak részben jutottak el az előfizetőhöz, mert az összeköttetés megszakadt az adás közben. A lead használata azonban lehetővé tette, hogy akár egy mondat beérkezéséből is kiderüljön a legfontosabb információ.

## Hírügynökségek Magyarországon
- Magyar Távirati Iroda
- Független Hírügynökség
- HavariaPress Hírügynökség

## Külső hivatkozások
- A Magyar Távirati Iroda honlapja
- A Reuters honlapja Archiválva 2009. augusztus 2-i dátummal a Wayback Machine-ben
- Az AFP honlapja
- A Bloomberg honlapja
- A DPA honlapja
- Az AP honlapja
- A Dow Jones honlapja Archiválva 2014. január 16-i dátummal a Wayback Machine-ben
- Az APA honlapja
- Agencia Internacional
- A SITA honlapja
- Az ANSA honlapja
- Az AFP honlapja
- Az SDA honlapja
- Az STA honlapja
- Az Európai Hírügynökségek Szövetségének honlapja